# Byasa polyeuctes
Byasa polyeuctes es una especie de mariposas de la familia de los papiliónidos.